# Super Bowl XXVI
Super Bowl XXVI je bio završna utakmica 72. po redu sezone nacionalne lige američkog nogometa. U njoj su se sastali pobjednici AFC konferencije Buffalo Billsi i pobjednici NFC konferencije Washington Redskinsi. Pobijedili su Redskinsi rezultatom 37:24, kojima je to bio treći osvojeni naslov u eri Super Bowla, a petiukupno u povijesti NFL-a.
Utakmica je odigrana na stadionu Hubert H. Humphrey Metrodome u Minneapolisu u Minnesoti, kojem je to bilo prvo domaćinstvo Super Bowla.

## Tijek utakmice
| Četvrtina | Vrijeme | Momčad | Informacija o promjeni rezultata                                                    | Rezultat | Rezultat |
| Četvrtina | Vrijeme | Momčad | Informacija o promjeni rezultata                                                    | Bills    | Redskins |
| --------- | ------- | ------ | ----------------------------------------------------------------------------------- | -------- | -------- |
| 2         | 13:02   | WAS    | field goal (Lohmiller)                                                              | 0        | 3        |
| 2         | 9:54    | WAS    | touchdown dodavanjem (Rypien-Byner), uspješan pokušaj za dodatni poen (Lohmiller)   | 0        | 10       |
| 2         | 7:17    | WAS    | touchdown probijanjem (Riggs), uspješan pokušaj za dodatni poen (Lohmiller)         | 0        | 17       |
| 3         | 14:44   | WAS    | touchdown probijanjem (Riggs), uspješan pokušaj za dodatni poen (Lohmiller)         | 0        | 24       |
| 3         | 11:59   | BUF    | field goal (Norwood)                                                                | 3        | 24       |
| 3         | 5:58    | BUF    | touchdown probijanjem (Thomas), uspješan pokušaj za dodatni poen (Norwood)          | 10       | 24       |
| 3         | 1:24    | WAS    | touchdown dodavanjem (Rypien-Clark), uspješan pokušaj za dodatni poen (Lohmiller)   | 10       | 31       |
| 4         | 14:54   | WAS    | field goal (Lohmiller)                                                              | 10       | 34       |
| 4         | 11:36   | WAS    | field goal (Lohmiller)                                                              | 10       | 37       |
| 4         | 5:59    | BUF    | touchdown dodavanjem (Kelly-Metzelaars), uspješan pokušaj za dodatni poen (Norwood) | 17       | 37       |
| 4         | 3:55    | BUF    | touchdown dodavanjem (Kelly-Beebe), uspješan pokušaj za dodatni poen (Norwood)      | 24       | 37       |

## Statistika utakmice

### Statistika po momčadima
| Statistika                                                      | Buffalo Bills | Washington Redskins |
| --------------------------------------------------------------- | ------------- | ------------------- |
| Prvih pokušaja                                                  | 25            | 24                  |
| Ukupno osvojenih jardi                                          | 283           | 417                 |
| Broj napada probijanjem                                         | 18            | 40                  |
| Ukupno jardi osvojenih probijanjem                              | 43            | 125                 |
| Broj napada s kompletiranim dodavanjem/ukupno napada dodavanjem | 29/59         | 18/33               |
| Ukupno jardi osvojenih dodavanjem                               | 240           | 292                 |
| Izgubljenih lopti                                               | 5             | 1                   |
| Prekršaji (izgubljenih jardi)                                   | 6 (50)        | 5 (82)              |
| Vrijeme posjeda lopte (min:s)                                   | 26:17         | 33:43               |

### Statistika po igračima
| Quarterback       | Dodavanja* | Yds** | TD*** | Int**** |
| ----------------- | ---------- | ----- | ----- | ------- |
| Jim Kelly (BUF)   | 28/58      | 275   | 2     | 4       |
| Mark Rypien (WAS) | 18/33      | 292   | 2     | 1       |

Napomena: * - broj kompletiranih dodavanja/ukupno dodavanja, ** - ukupno jardi dodavanja, *** - broj touchdownova (polaganja), **** - broj izgubljenih lopti